# 富呢雅杭阿
富尼雅杭阿（1816年—？），字仲渊，号容斋，一号芥舟，卓布齊特氏，蒙古镶红旗人，道光庚子科举人，甲辰科进士。

## 生平
由翰林院庶吉士，先后担任翰林院编修、侍讲、侍读学士， 光禄寺卿，盛京副都统，盛京兵部侍郎，内阁学士，科布多帮办大臣。

## 家庭
- 曾祖伊思哈，沙河营都司；
- 祖常福，副尉；
- 父綽勒恭額，云南粮储道；
- 嫡妻董鄂氏，一等勇勤公和色布之孙女、福隆之女；
- 子荣菉。